# Nguyễn Tấn Gi Trọng
Nguyễn Tấn Gi Trọng (1913 – 6 tháng 12 năm 2006) là một bác sĩ người Việt Nam. Ông từng làm đại biểu Quốc hội Việt Nam bảy khóa liên tục, từ khóa I đến khóa VII. Ông cũng là đảng viên Đảng Dân chủ Việt Nam.

## Sự nghiệp
Ông quê quán tại tổng Thuận Bình, tỉnh Mỹ Tho (nay là Tiền Giang). Ông từng học tại trường Nguyễn Đình Chiểu và Petrus Ký. Trong thời gian 1940-1941, ông làm chủ nhiệm tờ báo Tin mới văn chương. Ông tốt nghiệp bác sĩ y khoa vào năm 1941 với luận án Tủy đồ trong bệnh sốt rét và công tác tại Phòng Y tế thuộc Sở Hỏa xa Đông Dương được vài năm.
Sau Cách mạng tháng Tám, Nguyễn Tấn Gi Trọng được giao nhiệm vụ Phó Cục trưởng Cục Quân y. Từ đầu năm 1946, ông được giao phụ trách công tác thông tin tuyên truyền. Sau kì họp đầu tiên của Quốc hội khoá I, Bộ Tuyên truyền và cổ động bị giải tán. Ngày 13-5-1946, Nha Tổng Giám đốc Thông tin, tuyên truyền được tổ chức dưới quyền chỉ huy và kiểm soát trực tiếp của Bộ Nội vụ, Tổng Giám đốc là bác sĩ Nguyễn Tấn Gi Trọng điều hành, đến ngày 27-11-1946 đổi thành Nha Thông tin. Các cơ quan phụ thuộc Nha lúc đó là Đài Phát thanh Tiếng nói Việt Nam, Ty nhận tin vô tuyến điện, Ty kiểm soát giấy, Ty kiểm duyệt báo chí và sách. Lúc đó, Bắc Bộ, Trung Bộ, Nam Bộ mỗi vùng có một Sở Thông tin, mỗi tỉnh, thành phố có một Ty thông tin, cấp huyện và xã do một ủy viên Ủy ban hành chính phụ trách.
Từ ngày 19 tháng 12 năm 1946, khi Toàn quốc kháng chiến, ông thôi chức Phó Cục trưởng Cục Quân y và chuyển sang chuyên trách về công tác thông tin tuyên truyền với cương vị Tổng Giám đốc Nha thông tin tuyên truyền toàn quốc. Ông giữ nhiệm vụ này đến cuối năm 1949.
Tháng 3/1950 ông chuyển sang làm Chánh Văn phòng Ban Thường trực Quốc hội.
Năm 1957, sau một thời gian công tác ở nước ngoài, Nguyễn Tấn Gi Trọng được bổ nhiệm làm Chủ nhiệm Bộ môn Sinh lý học, Đại học Y Hà Nội. Trong gần ba mươi năm, cùng với các đồng nghiệp và học trò, ông đã xây dựng bộ môn từ một cơ sở giảng dạy coi như không có gì đáng kể trở thành một bộ môn y học cơ sở vững mạnh của nhà trường, với những phòng thí nghiệm hiện đại như Phòng Hóa - Sinh lý, Phòng Sinh lý lâm sàng, Phòng Nghiên cứu chức năng thận...
Công trình nghiên cứu hằng số sinh học do Nguyễn Tấn Gi Trọng chủ trì đã tập hợp được nhiều đơn vị tham gia, đánh dấu một bước quan trọng trong việc điều tra cơ bản về con người Việt Nam, với kết quả là tập Hằng số sinh học người Việt Nam. Bên cạnh đó ông còn chỉ đạo nhiều công trình nghiên cứu ứng dụng và cơ bản .
Do hoàn cảnh công tác và điều kiện sức khỏe, vào thập niên 1980, Nguyễn Tấn Gi Trọng chuyển vào Thành phố Hồ Chí Minh làm việc tại Đại học Y Dược Thành phố Hồ Chí Minh và Trung tâm Đào tạo - Bồi dưỡng cán bộ y tế. Sau khi nghỉ hưu, ông vẫn tích cực tham gia công tác trong Hội Y học Thành phố Hồ Chí Minh .
Bên cạnh công việc chuyên môn, ông là Đại biểu Quốc hội Việt Nam bảy khóa đầu tiên, trong đó làm ủy viên Ủy ban Thường vụ Quốc hội các khóa I, III, IV. Ông còn làm Uỷ viên Thường vụ Ban chấp hành Trung ương Đảng Dân chủ Việt Nam, Ủy viên Ủy ban Trung ương Mặt trận Tổ quốc Việt Nam .

## Tác phẩm
- Hằng số sinh học người Việt Nam (1975) (chủ biên) [7]
- Từ điển tiếng Việt (1967) (đồng tác giả) [8]

## Vinh danh
Do những cống hiến trong sự nghiệp y tế và giáo dục, Nguyễn Tấn Gi Trọng đã được tặng thưởng nhiều huân chương như: Huân chương Độc lập hạng Nhất, Huân chương Kháng chiến chống Pháp hạng Nhất, Huân chương Kháng chiến chống Mỹ hạng Nhất, Danh hiệu Nhà giáo Nhân dân .